# Přiměřený zisk
Přiměřený zisk je v souvislosti se silniční veřejnou linkovou dopravou v Česku definován ve vyhlášce č. 50/1998 Sb., o prokazatelné ztrátě ve veřejné linkové dopravě, která provádí zákon o silniční dopravě č. 111/1994 Sb. Je to částka, která po zdanění a po minimálním přídělu do povinných fondů nepřekračuje 1/8 ceny autobusů používaných zpravidla pro veřejnou linkovou osobní dopravu zajišťující dopravní obslužnost plněním závazku veřejné služby, snížená o částku celkových skutečných účetních odpisů těchto autobusů, a částka vynaložená na investice související s provozováním veřejné linkové osobní dopravy, pokud s těmito investicemi vyjádřil pro účely jejich zahrnutí do výpočtu prokazatelné ztráty souhlas příslušný dopravní úřad.